# District de Vico
Le district de Vico est une ancienne division territoriale française du département de la Corse puis du Liamone de 1790 à 1795.
Il était composé des cantons de Vico, Cargèse, Cruzini, Niolo, Orcino, Sevidentro, Sevinfuori et Sorroinsu.